# Jan Rakowski (podstarości)
Jan Rakowski herbu Trzywdar (zm. w 1580 roku) – towarzysz husarski, podstarości wiski, trukczaszy królewski, poseł.

## Życiorys
Pochodził z rodziny szlacheckiej Rakowskich herbu Trzywdar wywodzącej się z Rakowa w ziemi wiskiej. Był synem Stanisława z Rakowa, sędziego wiskiego (1547), właściciela majątków ziemskich Rakowo-Boginie i Rakowo-Czachy.
W młodości był żołnierzem obrony potocznej na Rusi. Od 1552 służył jako towarzysz chorągwi husarskiej Stanisława Liskowskiego, 27 lipca tego roku na popisie we Lwowie wystawił 6-konny poczet husarski uzbrojony w kopie, przyłbice, tarcze i napierśniki. Brał udział w działaniach osłaniających odbudowę twierdzy w Bracławiu, zniszczonej podczas najazdu tatarskiego. We wrześniu 1552 uczestniczył w wyprawie zbrojnej hetmana Mikołaja Sieniawskiego do Mołdawii, która wyniosła na tron hospodarski Aleksandra Lăpușneanu. W listopadzie w związku redukcją liczby żołnierzy obrony potocznej rozwiązano chorągiew Liskowskiego.
W 1563 został dworzaninem króla Zygmunta Augusta, w następnym roku został mianowany podstarościm wiskim. Poświęcił się działalności politycznej, został wybrany przez szlachtę województwa mazowieckiego na sejm parczewski 1564 roku, reprezentował także Mazowsze na sejmie lubelskim w 1566. 9 kwietnia 1567 stawił się w Piotrkowie z 6-konnym pocztem na dworze królewskim. W roku tym został mianowany podczaszym królewskim.

W 1569 był posłem sygnatariuszem unii lubelskiej, jego podpis i pieczeć widnieją na akcie połączenia Polski i Litwy w jedno państwo. Poseł mazowiecki na sejm 1578 roku.

## Majątek i Rodzina
Posiadał dziedziczny majątek ziemski Rakowo-Boginie, w 1559 otrzymał przywilej królewski na wykup sołectwa we wsi Stara Łomża. Od 1567 jako dworzanin królewski i podstarości wiski, otrzymywał pensję w wysokości 100 złotych z dochodów tego starostwa.
Żonaty z Dorotą z Oborskich, córką Stanisława Oborskiego wielkiego zarządcy trockiego. Mieli troje dzieci:
- Maciej
- Jan – starosta wiski
- Elżbieta – żona Leonarda Olszowskiego towarzysza jazdy potocznej (1538–1548).